# Hintsiko
Hintsiko – wieś w Estonii, w prowincji Võru, w gminie Varstu.